# Coachella Festival
Le Coachella Valley Music and Arts Festival (en français : « Festival de musique et d'arts de la vallée de Coachella », plus communément appelé « Festival de Coachella » ou « Coachella »), est une manifestation lancée par le groupe de musique Pearl Jam, et organisée, depuis 1999, par Paul Tollett et sa société Goldenvoice, filiale d'AEG Live, promotrice de concerts et propriété de l'homme d'affaires Philip Anschutz. Le festival se déroule chaque année pendant deux périodes de trois jours, généralement les troisième et quatrième week-ends d'avril. Il a lieu à Indio, près de Los Angeles en Californie.
Coachella est considéré comme l'un des plus importants festivals des États-Unis. C'est à la fois un évènement musical, artistique, mondain et médiatique, et un succès financier, puisque la seule vente des billets a rapporté 47 millions de dollars en 2013 et 84 millions de dollars en 2017.

## Principe et évolution
Le festival occupe une surface de 33 hectares sur les terrains de l'Empire Polo Club. Depuis 2012, les artistes se produisent deux fois chaque année, à une semaine d'intervalle pour que davantage de festivaliers puissent assister aux spectacles dans de bonnes conditions.
La manifestation promeut à la fois le rock alternatif, le hip-hop et la musique électronique. Les artistes s'y produisent sur six scènes différentes : Coachella Stage, Outdoor Theatre, Gobi Tent, Mojave Tent, Yuma Tent depuis 2013, et Sahara Tent, consacrée à la musique électronique et régulièrement élargie. Le festival accueille également de grandes installations d'art contemporain et des espaces consacrés à la vidéo.
Depuis dix ans, le magazine Rolling Stone tient Coachella pour le meilleur festival du monde. Le festival est aussi l'un des événements de musique électronique les plus appréciés avec Tomorrowland, l'Ultra ou l'EDC.
Au fil du temps, la programmation s'est élargie à un plus grand public : David Guetta, Madonna, Beyoncé, Ariana Grande, Lady Gaga, Billie Eilish, etc. Depuis 2010, le prix du festival a augmenté : les billets d'entrée ne donnent plus droit qu'à trois jours de spectacles, ce qui rend Coachella de plus en plus lucratif. Ainsi, en 2013, les 158 000 billets se sont vendus en 20 minutes et 47 millions de dollars ont instantanément rempli les caisses, bien avant le premier jour de concerts. Six ans plus tard, ce chiffre était presque multiplié par deux. Le nombre de places est passé de 25 000 en 1999 à 200 000 en 2018.
En 2020 et en 2021, le festival a été annulé en raison de la pandémie de Covid-19,. Il a repris en avril 2022.

## Impact culturel

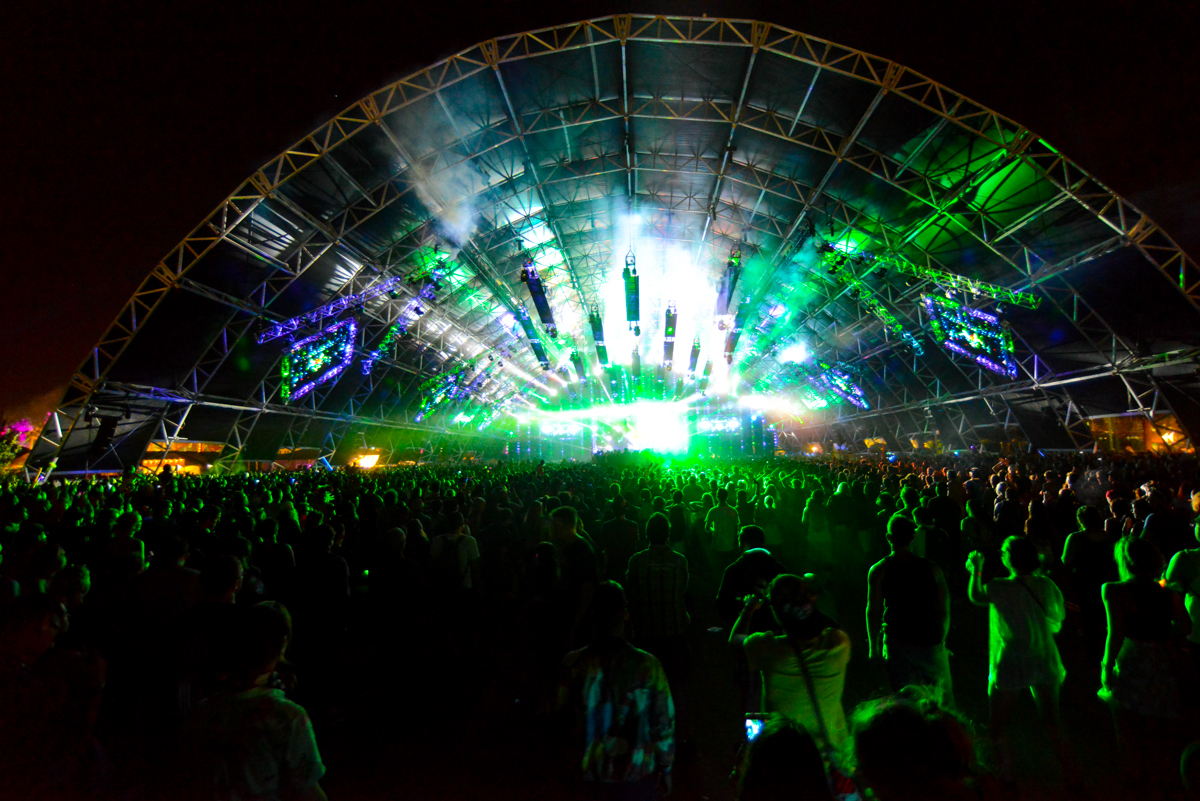
La Sahara Tent, dans laquelle est principalement jouée de la musique électronique (photo de 2014).

Le succès rapide de Coachella a relancé aux États-Unis les festivals de musique dits sédentaires et suscité d'autres manifestations du même type disposant de plusieurs scènes, d'installations de camping, d'attractions et d'installations artistiques [Lollapalooza (organisé également par Paul Tollett) à Chicago ou le Bonnaroo Music Festival dans le Tennessee].
D'après un classement réalisé en 2015 par le site Viagogo, Coachella est le deuxième festival musical du monde après Tomorrowland près d'Anvers en Belgique.

## Outrances et mondanités
Le festival de Coachella se distingue par les tenues portées par les participants, qui associent des couleurs et des matières éclectiques et empruntent des éléments traditionnels aux cultures minoritaires des États-Unis.
Cet aspect est critiqué par ceux qui y voient une « appropriation culturelle », qu'ils jugent néfaste. On s'offusque notamment des coiffures et des peintures corporelles d'inspiration amérindienne et des éléments afro-américains et asiatiques arborés par certains festivaliers, parce qu'elles risqueraient de faire passer certaines tenues traditionnelles pour de simples déguisements populaires.
Au fil des ans, le festival est également devenu un évènement mondain, où les espaces réservés aux célébrités occupent environ un quart de l'espace. Les organisateurs, experts en communication, s'emploient à attirer les personnalités les plus en vue. Dans des espaces aménagés, des photos et des vidéos montrent des vedettes telles que Kendall Jenner et Gigi Hadid côtoyant les festivaliers,,. En 2014, le New York Daily News révélait que certaines vedettes étaient payées pour se montrer au festival,. Lea Michele aurait par exemple touché 20 000 dollars pour s'y rendre habillée par la marque Lacoste.

## Impact économique
En 2012, le Coachella Festival a rapporté 254,4 millions de dollars à la région, selon une étude réalisée la même année, dont 89,2 millions dépensés par les festivaliers à Indio et 1,4 million de taxes.
Depuis 2012, Goldenvoice organise un autre festival, Stagecoach, appelé le « cousin country de Coachella ». Celui-ci a connu une croissance rapide : dès sa première édition, 55 000 places ont été vendues. En 2016, les deux festivals auraient rapporté 704,75 millions de dollars dont 106 millions aux commerces d'Indio et environ 3,18 millions en taxes sur les billets.
Le succès de Coachella a permis à Goldenvoice de financer en 2016 un autre festival, le Desert Trip, situé également à l'Empire Polo Club. Cet événement unique, qualifié par les organisateurs de « concert du siècle » a accueilli des artistes plus âgés (72 ans de moyenne d'âge) tels que les Rolling Stones, Paul McCartney et Bob Dylan.